# Pertusaria pycnothelia
Pertusaria pycnothelia är en lavart som beskrevs av Nyl. Pertusaria pycnothelia ingår i släktet Pertusaria och familjen Pertusariaceae.   Inga underarter finns listade i Catalogue of Life.